# Marcos Gullón
Marcos Gullón Ferrera (Madrid, 20 de febrero de 1989) es un futbolista español. Juega como centrocampista en el club de Las Rozas CF de la Segunda División B de España.

## Trayectoria
Debutó en la Primera División española de la mano de Ernesto Valverde contra el Sevilla Fútbol Club.
Juan Carlos Garrido le hizo debutar en Champions League frente al Manchester City.
El 31 de enero de 2012, y tras la venta de Alexandros Tziolis, el Racing de Santander anunció su fichaje por lo que restaba de temporada y una más.
Entre 2013 y 2016 militó en el club Apollon Limassol, de la Primera División Chipriota.
Actualmente es jugador de Las Rozas CF de la Segunda División B de España.

## Selección nacional
Ha sido convocado varias veces en las categorías inferiores de la selección española llegando a alcanzar el mundial 2009 sub-20 jugando 3 partidos y la eurocopa sub-21 de Dinamarca 2011 con otros 3 partidos jugados.

## Palmarés
Medalla de oro en los Juegos Mediterráneos de 2009 defendiendo la camiseta de la selección española sub-20.
Medalla de oro en la Eurocopa sub-21 de Dinamarca 2011
Ascenso a Segunda División "B" con el Villarreal Club de Fútbol "B" en la temporada 2006/07.
Ascenso a Segunda División con el Villarreal Club de Fútbol "B" en la temporada 2008/09.

## Clubes
| Club                          | Temporada | Liga     | Liga  | Copa     | Copa  | Europa   | Europa | TOTAL    | TOTAL |
| Club                          | Temporada | Partidos | Goles | Partidos | Goles | Partidos | Goles  | Partidos | Goles |
| ----------------------------- | --------- | -------- | ----- | -------- | ----- | -------- | ------ | -------- | ----- |
| Villarreal Club de Fútbol "B" | 2007-08   | 9        | 0     | -        | -     | -        | -      | 9        | 0     |
| Villarreal Club de Fútbol "B" | 2008-09   | 30       | 0     | 0        | 0     | 0        | 0      | 30       | 0     |
| Villarreal Club de Fútbol "B" | 2009-10   | 33       | 1     | 0        | 0     | 0        | 0      | 33       | 1     |
| Villarreal Club de Fútbol     | 2009-10   | 1        | 0     | 0        | 0     | 0        | 0      | 1        | 0     |
| Villarreal Club de Fútbol "B" | 2010-11   | 31       | 5     | 0        | 0     | 0        | 0      | 31       | 5     |
| Villarreal Club de Fútbol     | 2010-11   | 1        | 0     | 0        | 0     | 0        | 0      | 1        | 0     |
| Villarreal Club de Fútbol "B" | 2011-12   | 18       | 1     | 0        | 0     | 0        | 0      | 18       | 1     |
| Racing de Santander           | 2011-14   | 0        | 0     | -        | -     | -        | -      | 0        | 0     |
| Apollon Limassol              | 2014-15   | 0        | 0     | -        | -     | -        | -      | 0        | 0     |
| Roda JC Kerkrade              | 2015-17   | 0        | 0     | -        | -     | -        | -      | 0        | 0     |
| Club de Fútbol Fuenlabrada    | 2018-     | 0        | 0     | -        | -     | -        | -      | 0        | 0     |
| Total en su carrera           | 6         | 123      | 7     | 0        | 0     | 0        | 0      | 123      | 7     |